# Infraestructura de Argentina

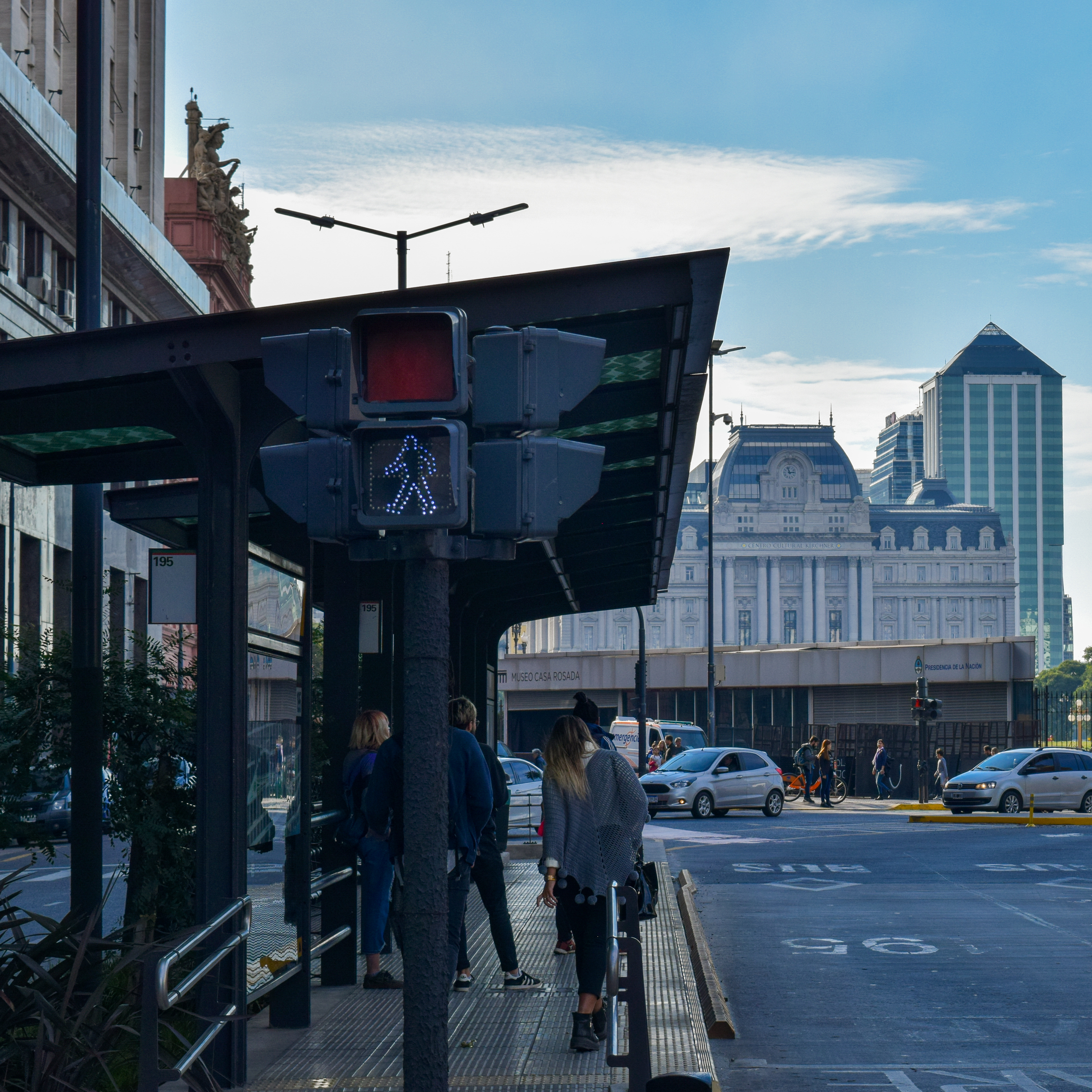
La infraestructura es vital para el funcionamiento y el crecimiento económico del país.

La infraestructura de un país es el conjunto de elementos que se necesitan para su funcionamiento. Estos facilitan la producción y distribución de productos a la vez que proveen a la población de los servicios básicos.

## Infraestructura energética

### Sector eléctrico
Según los datos arrojados por el INDEC, en 2012 la energía eléctrica dependió en un 70,58% de la generación térmica, un 24,15% de la hidráulica y 5,25% de la generación nuclear.
La Argentina cuenta actualmente con tres centrales nucleares, Embalse, Atucha I y Atucha II y 61 centrales hidroeléctricas (Anexo:Centrales hidroeléctricas de la Argentina), siendo las principales Yacyretá y Salto Grande.

### Red de gas natural
Actualmente, en la Argentina tan solo el 47.91% de la población cuenta con gas de red en su hogar. Sin embargo, el acceso según la provincia es muy heterogéneo, siendo las más beneficiadas Santa Cruz, la Ciudad de Buenos Aires y Tierra del Fuego, con porcentajes superiores al 90%, mientras que provincias como Formosa, Chaco, Corrientes y Misiones no cuentan con gas natural en todo su territorio provincial. Esta situación busca ser paliada mediante la construcción del Gasoducto del Noreste (GNEA), en etapa de licitación. Asimismo, se encuentran en ejecución otras obras de menor envergadura para mejorar la distribución a nivel provincial, como el Gasoducto Fénix en Salta y el Gasoducto Chilecito en La Rioja.

## Infraestructura hidráulica

### Red de agua potable
La red llega al 88,73% de la población, con solo ocho provincias (La Pampa, Corrientes, Santa Fe, Formosa, Chaco, Santiago del Estero, Buenos Aires, Misiones) por debajo del promedio nacional, pero en todos los casos con un acceso superior al 72%.

### Red de cloacas
El 84% de las viviendas del país tiene desagüe cloacal. Se trata de otro índice sumamente desparejo, puesto que distritos como la Ciudad de Buenos Aires alcanzan un 98,2% de cobertura, mientras que en la provincia de Misiones llega solo al 18,6% de los hogares.

## Infraestructura de transporte

### Transporte aéreo
El territorio nacional está conectado mediante cincuenta aeropuertos, distribuidos en las veintitrés provincias. Diecinueve de ellos reciben vuelos internacionales.

### Transporte ferroviario
El sistema ferroviario argentino cuenta con más de 40 245 km de vías, aunque gran parte de estas no están operativas debido a su mal estado. 
En la actualidad, se presta servicio de pasajeros principalmente en el área metropolitana de Buenos Aires. Por otra parte, hay servicios de larga distancia desde la Ciudad de Buenos Aires hacia Chivilcoy, General Alvear, Saladillo, Olavarría, San Nicolás, Bahía Blanca, Mar del Plata (provincia de Buenos Aires) y con las ciudad de Rosario, Cañada de Gómez, Ceres y Rafaela (provincia de Santa Fe), Córdoba y Villa María (Córdoba) y San Miguel de Tucumán (Tucumán). Además, existen servicios provinciales en Entre Ríos, Chaco (entre Roque Sáenz Peña y Chorotis y entre Resistencia y Los Amores, en Santa Fe), Salta (uniendo la capital provincial con la ciudad de Güemes) y Río Negro (entre Viedma y Bariloche). Dado que gran parte de estos ramales no presta servicio de gran calidad, actualmente la gestión está invirtiendo en material rodante y recambio de vías en líneas estratégicas. Hay por último unos pocos servicios turísticos en Chubut, Salta y Entre Ríos.
Respecto del servicio de cargas, actualmente es brindado por la empresa estatal Trenes Argentinos Cargas que presta servicio en las redes del ferrocarril Belgrano, Urquiza y San Martín, atravesando diecisiete provincias. Sus ramales se encuentran en proceso de recuperación, debido a años de abandono.

### Transporte automotor
La red vial tiene más de 500 mil kilómetros, de los cuales 2 798 son de autopistas o autovías. A través de ellas se gesta la mayor parte del transporte de pasajeros (mediante micros de larga distancia) y de cargas del país.
En la década de los años treinta fue creada el Fondo Nacional de Vialidad, de
suma importancia fundamentalmente en lo relativo al financiamiento de la construcción de nuevas
obras. Hacia los mediados de los años 40 se fue creando un sistema troncal de caminos nacionales, totalmente pavimentados, sistematizándose a nivel federal el sistema de rutas y autopistas. Expandiéndose fuertemente a través de los Planes Quinquenales.
Durante el gobierno del Proceso de Reorganización Nacional las carreteras fueron objeto de transferencia a las provincias.
Hacia la segunda mitad de los
años ochenta, mermaron considerable de los recursos que se
orientaban a la infraestructura del sistema vial, fuera desviada hacia otros ámbitos a fin de paliar los
desequilibrios en las cuentas públicas, generando un nivel de desinversión en el
sector. Esta situación de creciente desatención tuvo su máxima entre 1985-1990, lo que derivó en la agudización del estado crítico de las rutas nacionales- En el año 1989 apenas un tercio de la red de rutas nacionales pavimentadas se encontraba en estado transitable. En 1988 durante el gobierno del radical Raúl Alfonsín comienza las primeras concesiones viales a grupos privados, a través del ministro Rodolfo Terragno, en una reunión privada se acordó que la mitad de los kilómetros se adjudicara entre los mayores contratistas, 22 por ciento al grupo Roggio, 17 por ciento Grupo Macri y 11 por ciento Techint). Se resolvió la licitación de 9.800 km de rutas nacionales, que representaban el 25% del total por extensión, pero significaban el 50% del tránsito y 66% de la recaudación posible, las condiciones leoninas poseen los contratos firmados por el Estado fueron obtenidas mediante soborno”.
En 1990 se eliminaron los fondos específicos para los caminos, con las leyes de reforma del Estado, las rutas con mayor circulación vehicular debían pasar a concesionarios privados. Las concesiones viales se vieron sujetas a una casi sistemática situación de incumplimiento o renegociación de determinadas cláusulas contractuales por parte de las empresas. En 1999, Servicios Viales S.A. se adjudicó la concesión de los peajes de 1.080,51 kilómetros de rutas nacionales. Incluyéndose una denuncia de la Oficina Anticorrupción contra Fernando De la Rúa y varios de sus ministros por fraude a la administración pública, malversación de caudales públicos y negociaciones incompatibles con la función pública, a raíz de dos decretos que favorecieron a los concesionarios de las principales rutas nacionales. Entre los denunciados figura el subsecretario de Obras Públicas, Edgardo Gastón Plá, que había trabajado en Sideco Americana de Chile, dos firmas que forman parte del conglomerado empresario.
En febrero de 1991 aumentó casi el 70%, el costo de los peajes a punto tal, la tarifa básica para un
automóvil se ubicaba, en promedio entre las más altas del mundo, en torno a u$s 2,50/ 50 km. La concesión de la red viaria quedó en manos de un oligopolio de empresas, entre ellas Autopistas Ezeiza-Cañuelas S.A., Coviares S.A. Grupo Concesionario del Oeste S.A. y Autopistas del Sol S.A, entre ellos varios gerentes de esta última que serían investigados por sobornos.
A partir del año 2000 se dará una proliferación de
subsidios públicos hacia corredores viales privados/concesionados, junto con la condonación de múltiples incumplimientos empresarios, entre ellas inversiones comprometidas contractualmente que no fueron efectivizadas la extensión de los plazos de las concesiones, la transferencia al estado de costos de las obras; asegurando elevadas tasas de rentabilidad.
En los últimos años se realizó una fuerte inversión en obras de infraestructura que ha permitido construir 1.300 km de nuevas carreteras, pavimentar 4.100 km.de rutas nacionales y cubrir con obras de mantenimiento la totalidad de la red vial nacional. Además, se llevó la cobertura de obras de mantenimiento a la totalidad de la red vial pavimentada, cuando en el 2003 solo se alcanzaba a cubrir el 50% de la misma. Gracias a estas inversiones desde 2000 al año 2014 produjo un crecimiento del 130% de la red vial argentina.

### Transporte marítimo
La mayor parte del comercio exterior de la Argentina se realiza por vía fluvial y marítima.  Los puertos más importantes por el movimiento de cargas son: Buenos Aires, La Plata, Bahía Blanca, Quequén, Rosario y Paraná.
Entre los inconvenientes que debe afrontar este tipo de transporte se encuentra la falta de puertos de aguas profundas, es decir con el suficiente calado (más de 45 pies de profundidad) para recibir los grandes barcos del transporte marítimo internacional.  El más próximo al puerto de Buenos Aires, con estas condiciones, es Puerto Madryn, pero queda lejos de las zonas de mayor actividad económica. [cita requerida] A los ríos Paraná y de la Plata hay que dragarlos permanentemente para que los barcos puedan entrar hasta el puerto de Santa Fe, debido a la cantidad de sedimentos que traen los ríos Paraná y Paraguay.
Solo la provincia de Buenos Aires cuenta con 12 puertos públicos, 26 privados y más de 200 de usos recreativos que se encuentran distribuidos a lo largo de 1.500 kilómetros de costa marítima y fluvial. El Puerto de Bahía Blanca se caracteriza por el movimiento de cereales y oleaginosas (soja, maíz, trigo); combustibles (metano, fuel oil); fertilizantes y manufacturas agropecuarias (harina de soja, aceite de girasol).En el Puerto de Quequén predominan las operaciones de granos (cebada, soja), mientras que el puerto de Mar del Plata se asocia predominantemente a la industria del pescado. En el Puerto de La Plata se mueve principalmente combustibles, productos químicos, arena y vehículos, mientras que en Dock Sud impera el tráfico de contenedores, combustibles y arena.
Dentro de los puertos fluviales, en San Pedro prevalecen las operaciones de granos (arroz, soja) y cítricos (limón), en San Nicolás se destacan los fertilizantes y la siderurgia y en el Puerto de Coronel Rosales, se embarca el petróleo crudo.
La Patagonia posee un amplio litoral aunque no posee buenos puertos marítimos naturales 
por la amplitud de mareas (diferencia entre la alta y la baja marea) en el Mar Argentino.  En algunos momentos de baja marea los barcos deben retirarse al interior del mar y regresar cuando sube la marea, esto dificulta y demora la carga y descarga. Los más importantes son el Puerto Caleta Cordova que cuenta con una importante flota pesquera y una zona franca con infraestructura industrial para procesar las capturas.
Otro de los puertos es el Antonio Moran principios de 2009 se aprobó su aplicación con una inversión de 30 millones de pesos, el remodelado puerto incluye la extensión de 72 metros de muelle de ultramar y 84 metros de muelle pesquero,  se pavimentaron 11.500 metros cuadrados y se construyó una nueva plazoleta de contenedores y cargas generales, con el objetivo de garantizar la total actividad de la terminal portuaria.

## Infraestructura de telecomunicaciones

### Redes de telefonía móvil
En Argentina existen, a diciembre de 2016, 63 000 000 abonados a la telefonía móvil de los cuales 15,6 millones utilizan la tecnología 4G, que representan el 37% de las líneas del país y aproximadamente el 10% del mercado de telefonía 4G en América Latina.

### Red de fibra óptica
En Argentina existe la Red Federal de Fibra Óptica, una red implementada por Arsat para incrementar la extensión de la banda ancha en todo el país. 
Está conformada por una red troncal federal, organizada en trece regiones geográficas, y varias redes provinciales interconectadas a la primera. La red troncal es la encargada de transportar el tráfico IP entre los puntos de acceso provinciales y el punto nacional de acceso ubicado en el Centro Nacional de Datos que ARSAT tiene en Benavídez, donde convergen la Red Federal de Fibra Óptica y las redes físicas de los principales operadores privados del país.
Sumará un total de 58 mil kilómetros de extensión con los que se alcanzarán alrededor de 2.600 localidades que concentran a aproximadamente 36 millones de personas (90% de la población total del país). Esto es complementario con la comunicación punto-multipunto realizada a través del satélite ARSAT-1 con el que puede brindarse servicio de Internet para su recepción en antenas VSAT en todo el territorio nacional.
El tendido tiene actualmente 35 mil kilómetros, lo que equivale al 60% del total previsto. En función de la infraestructura desplegada e infraestructura de terceros, ARSAT brinda servicios de banda ancha mayorista a empresas de telecomunicaciones, cooperativas y pymes locales para provisión de servicios de última milla y de banda ancha minorista al segmento corporativo y de gobierno. ARSAT tiene un rol importantísimo en el desarrollo de proveedores locales de servicios minoristas de Internet y en la promoción de la competitividad del sector. A fines de 2014, ARSAT dio inicio al proceso de puesta en servicio de la red troncal.

### Internet
El Plan Nacional Argentina Conectada lanzado durante la gestión construyó 15.453 kilómetros de la Red Troncal de Fibra Óptica, les compró otros 4494 kilómetros de ductos a las empresas Silica, Giga Red y Global Crossing, y firmó convenios con las telefónicas para sumar otros 8305 kilómetros a partir de intercambios. En total, la red suma 28.252 kilómetros, a lo que también habrá que agregarle la red provincial que se está montando con financiamiento del gobierno nacional. Hasta 2014 se construyeron 15.453 nuevos kilómetros de Red Troncal de Fibra Óptica, el 79,3 por ciento de los 19.480 proyectados en las distintas regiones en las que se dividió al país para la implementación del plan.

## Plan Belgrano
El 5 de mayo de 2016, Mauricio Macri, presentó el Plan Belgrano un mega proyecto de Infraestructura para el norte argentino. Desde entonces el plan ha sido criticado por su falta de avance.[cita requerida]